# KK Teodo Tivat
El KK Teodo Tivat (Cirílico: КК Теодо Тиват) es un club de baloncesto profesional de la ciudad de Tivat, que milita en la Erste Liga, la máxima categoría del baloncesto montenegrino y en la Balkan League. Disputa sus partidos en el Dvorana Župa Tivat, con capacidad para 1500 espectadores.

## Posiciones en liga
|  | - 2007: 7º-(1B) - 2008: 4º - 2009: 2º - 2010: 5º-(1A) - 2011: 5º - 2012: 6º | - 2013: 3º - 2014: 4º - 2015: 3º - 2016: 5º |

## KK Teodo Tivat en la Balkan League
| Equipo           | 2012/2013      | 2013/2014                     | 2014/2015     | 2015/2016                     |
| Balkan Botevgrad | No participó   | 76-71 / 82-67 / 71-75 / 66-58 | No participó  | No participó                  |
| Bashkimi Prizren | No participó   | No participó                  | No participó  | 63-60 / 79-78 / 76-82 / 68-69 |
| Beroe            | No participó   | No participó                  | No participó  | 76-66 / 85-62                 |
| Gilboa Galil     | 82-92 / 102-92 | 75-96 / 95-81                 | No participó  | No participó                  |
| Kavala           | 98-71 / 89-85  | No participó                  | No participó  | No participó                  |
| Kožuv            | 75-68 / 84-71  | 74-80 / 74-75                 |               |                               |
| Kumanovo 2009    | 79-95 / 96-90  | 67-72 / 92-108                | 70-74 / 76-93 | No participó                  |
| Levski Sofia     | 72-88 / 90-82  | 76-72 / 91-85                 | No participó  | 81-70 / 65-71                 |
| Lovćen           | No participó   | No participó                  | No participó  | 81-63 / 55-78                 |
| Mornar           |                | No participó                  |               | 56-47 / 93-67                 |
| OKK Beograd      | 80-70 / 74-75  | No participó                  | No participó  | No participó                  |
| Peja             | No Participó   | 82-79 / 70-66                 | 78-71 / 77-69 | 91-95 / 83-79                 |
| Rilski Sportist  | 84-74 / 87-67  | No participó                  | 84-81 / 83-81 | No participó                  |
| SCM Craiova      | No participó   | 91-70 / 87-76                 |               | No participó                  |
| Sigal Prishtina  | No participó   | 76-70 / 74-71                 |               |                               |
| Sutjeska         | No participó   | No participó                  | 82-90 / 82-55 | No participó                  |
| Posición         | 6º             | 6º                            | 9º            | 5º                            |
| Resultado        | (5-9)          | (7-11)                        | (3-5)         | (8-6)                         |

## Palmarés
- Subcampeón de la Prva B

2009

## Jugadores destacados
| - Ivica Vukotic - Yannis Irid - Dejan Bulaja - Goran Bulatović - Savo Đikanović - Milos Djurisic - Damjan Kandic - Darko Kastratovic - Slobodan Pejovic - Radomir Pekic | - Aleksandar Radulović - Vjekoslav Vucinovic - Nikola Vučurović - Milijan Bocka - Stefan Đorđević - Aco Mandic - Jovan Manojlovic - Dusan Milosevic - Nikola Rondovic - Danilo Sibalic | - Siniša Tepavčević - Takais Brown - Manuel Johnson - Darrell Lampley - Aaron Mitchell - Milan Dabovic - Vladan Jocovic - Zoran Marinov - Nikola Bulajic - Filip Samojlovic |